# Rio Oredezh
O Rio Oredezh (em russo:  Peка О́редеж) é um rio da parte sudoeste do Oblast de Leningrado, Rússia, um afluente da margem direita do rio Luga. Um grupo de explorações hidrelétricas foi construído no alto do curso do rio em 1948.

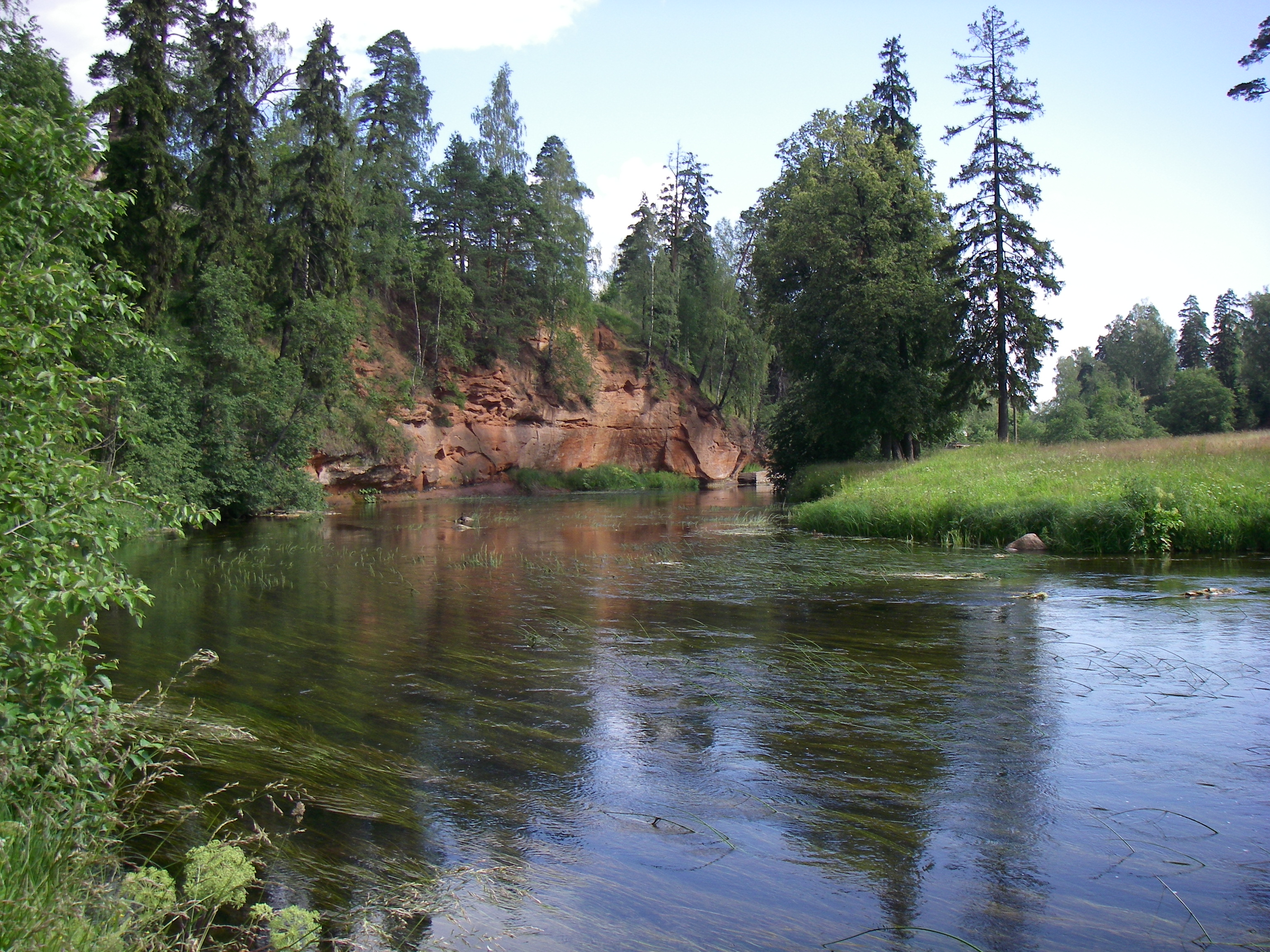
Rio Oredezh